# Elitloppet 1971
Elitloppet 1971 var den 20:e upplagan av Elitloppet, som gick av stapeln söndagen den 30 maj 1971 på Solvalla i Stockholm. Finalen vanns av den franska hästen Tidalium Pélo, körd och tränad av fransmannen Jean Mary.
1971 års Elitlopp fick äntligen besök av årets Prix d'Amériquevinnare Tidalium Pélo, som året innan tackat nej på grund av avelskarriär hemma i Frankrike. Inga amerikansktränade hästar deltog i loppet, men från Frankrike hade hela 6 hästar bjudits in. Segraren Tidalium Pélo vann på rekordtid i både kval- och finalheat.
Nytt för Elitloppet 1971 var att finalheatets startspår blev direkt beroende av hur hästarna placerat sig i kvalheaten. Tidigare år hade finalheatets startspår lottats, även om viss lottning fortfarande kvarstod. Segrarna i kvalheaten lottades till spår 1 eller 2, tvåorna fick spår 3 eller 4, treorna fick spår 5 eller 6 och fyrorna fick spår 7 eller 8.
Även tröstloppet Elitloppet Consolation kördes detta år, för de hästar som deltagit i kvalheaten, men som inte lyckats kvala in till finalen.

## Upplägg och genomförande
Elitloppet är ett inbjudningslopp och varje år bjuds 16 hästar som utmärkt sig in till Elitloppet. Hästarna lottas in i två kvalheat, och de fyra bästa i varje försök går vidare till finalen som sker 2–3 timmar senare samma dag. Desto bättre placering i kvalheatet, desto tidigare får hästens tränare välja startspår inför finalen. Samtliga tre lopp travas sedan 1965 över sprinterdistansen 1 609 meter (engelska milen) med autostart (bilstart). I Elitloppet 1971 var förstapris i finalen 80 000 kronor, och 20 000 kronor i respektive kvalheat.

## Kvalheat 1
| P   | S | Häst         | Kusk              | Tränare             | Land      | Odds  | Tid    |
| --- | - | ------------ | ----------------- | ------------------- | --------- | ----- | ------ |
| 1   | 6 | Dart Hanover | Berndt Lindstedt  | Lindstedt / Wallner | Sverige   | 5,53  | 1.16,3 |
| 2   | 1 | Harper Arrow | Lennart Stjärnlöf | Lennart Stjärnlöf   | Sverige   | 12,80 | 1.16,3 |
| 3   | 2 | Une de Mai   | Jean-René Gougeon | Jean-René Gougeon   | Frankrike | 1,20  | 1.16,4 |
| 4   | 3 | Verdict      | Léopold Verroken  | Léopold Verroken    | Frankrike | 15,60 | 1.16,6 |
| 0   | 4 | Xanthe       | Rolf Regnér       | Robert Westergren   | Sverige   | 87,50 | 1.17,0 |
| 0   | 7 | Gun Runner   | Ermanno Monti     | Ermanno Monti       | Italien   | 22,20 | 1.18,5 |
| d   | 8 | Uhlan II     | Lars Axelsson     | Lars Axelsson       | Sverige   | 19,00 | distg  |
| str | 5 | Gransäter    | Gunnar Nordin     | Nordin / Lindqvist  | Sverige   | -     | -      |

## Kvalheat 2
| P   | S | Häst          | Kusk                  | Tränare               | Land      | Odds  | Tid    |
| --- | - | ------------- | --------------------- | --------------------- | --------- | ----- | ------ |
| 1   | 1 | Tidalium Pélo | Jean Mary             | Jean Mary             | Frankrike | 1,47  | 1.14,8 |
| 2   | 2 | Unor          | Lars Axelsson         | Lars Axelsson         | Sverige   | 6,50  | 1.15,1 |
| 3   | 8 | Vismie        | Francois Ballière     | Francois Ballière     | Frankrike | 24,30 | 1.15,3 |
| 4   | 3 | Agaunar       | William Casoli        | Odoardo Baldi         | Italien   | 17,00 | 1.15,4 |
| 0   | 7 | Cirene Bunter | Olle Lindqvist        | Nordin / Lindqvist    | Sverige   | 49,70 | 1.15,9 |
| 0   | 5 | Gladio        | Marrio Barbetta       | Marrio Barbetta       | Italien   | 11,70 | 1.16,0 |
| 0   | 4 | Big Elma      | Stig H. Johansson     | Stig H. Johansson     | Sverige   | 4,60  | 1.16,4 |
| str | 6 | Amyot         | Michel-Marcel Gougeon | Michel-Marcel Gougeon | Frankrike | -     | -      |

## Finalheat
| P | S | Häst          | Kusk              | Tränare             | Land      | Odds  | Tid    |
| - | - | ------------- | ----------------- | ------------------- | --------- | ----- | ------ |
| 1 | 1 | Tidalium Pélo | Jean Mary         | Jean Mary           | Frankrike | 1,80  | 1.14,7 |
| 2 | 2 | Dart Hanover  | Berndt Lindstedt  | Lindstedt / Wallner | Sverige   | 6,50  | 1.15,0 |
| 3 | 5 | Une de Mai    | Jean-René Gougeon | Jean-René Gougeon   | Frankrike | 2,90  | 1.15,1 |
| 4 | 7 | Verdict       | Léopold Verroken  | Léopold Verroken    | Frankrike | 61,80 | 1.15,5 |
| 0 | 6 | Vismie        | Francois Ballière | Francois Ballière   | Frankrike | 40,00 | 1.15,5 |
| 0 | 8 | Agaunar       | William Casoli    | Odoardo Baldi       | Italien   | 74,40 | 1.15,5 |
| 0 | 4 | Harper Arrow  | Lennart Stjärnlöf | Lennart Stjärnlöf   | Sverige   | 10,30 | 1.15,9 |
| 0 | 3 | Unor          | Lars Axelsson     | Lars Axelsson       | Sverige   | 18,50 | 1.16,9 |